# Meridià 47 a l'oest
El meridià 47 a l'oest de Greenwich és una línia de longitud que s'estén des del pol Nord travessant l'oceà Àrtic, Groenlàndia, Amèrica del Sud, l'oceà Atlàntic, l'oceà Antàrtic, i l'Antàrtida fins al pol Sud.
El meridià 47 a l'oest forma un cercle màxim amb el meridià 133 a l'est. Com tots els altres meridians, la seva longitud correspon a una semicircumferència terrestre, uns 20.003,932 km. Al nivell de l'Equador, és a una distància del meridià de Greenwich de 5.232 km.

## De Pol a Pol
Començant en el pol Nord i dirigint-se cap al pol Sud, aquest meridià travessa:
| Coordenades                             | País, territori o mar | Notes |
| --------------------------------------- | --------------------- | --- |
| 90° 0′ N, 47° 0′ O / 90.000°N,47.000°O  | Oceà Àrtic            | |
| 83° 41′ N, 47° 0′ O / 83.683°N,47.000°O | Mar de Lincoln        | |
| 82° 55′ N, 47° 0′ O / 82.917°N,47.000°O | Groenlàndia           | Illa Elison |
| 82° 52′ N, 47° 0′ O / 82.867°N,47.000°O | Oceà Àrtic            | |
| 82° 39′ N, 47° 0′ O / 82.650°N,47.000°O | Groenlàndia           | Terra de Nares |
| 82° 23′ N, 47° 0′ O / 82.383°N,47.000°O | Fiord Victòria        | |
| 82° 9′ N, 47° 0′ O / 82.150°N,47.000°O  | Groenlàndia           | |
| 60° 45′ S, 47° 0′ O / 60.750°S,47.000°O | Oceà Atlàntic         | |
| 0° 45′ S, 47° 0′ O / 0.750°S,47.000°O   | Brasil                | Pará Maranhão — des de 3° 32′ S, 47° 0′ O / 3.533°S,47.000°O estat de Tocantins — des de 8° 3′ S, 47° 0′ O / 8.050°S,47.000°O Maranhão — per uns 16 km des de 8° 55′ S, 47° 0′ O / 8.917°S,47.000°O Tocantins — des de 9° 3′ S, 47° 0′ O / 9.050°S,47.000°O estat de Goiás — des de 13° 5′ S, 47° 0′ O / 13.083°S,47.000°O Minas Gerais — des de 15° 56′ S, 47° 0′ O / 15.933°S,47.000°O São Paulo — des de 21° 20′ S, 47° 0′ O / 21.333°S,47.000°O, passa a l'est de Campinas a 22° 54′ S, 47° 3′ O / 22.900°S,47.050°O |
| 24° 20′ S, 47° 0′ O / 24.333°S,47.000°O | Oceà Atlàntic         | |
| 60° 0′ S, 47° 0′ O / 60.000°S,47.000°O  | Oceà Antàrtic         | |
| 77° 46′ S, 47° 0′ O / 77.767°S,47.000°O | Antàrtida             | Antàrtida Argentina, reclamat per Argentina · Territori Antàrtic Britànic, reclamat per Regne Unit |